# Pietro VII di Alessandria (copto)
Papa Pietro VII, al secolo Boutros El-Gawly (XVIII secolo – Egitto, 5 aprile 1852), è stato un vescovo cristiano orientale egiziano, 109º papa della Chiesa ortodossa copta e patriarca di Alessandria dal 24 dicembre 1809 fino alla sua morte. Il suo titolo completo è: Papa d'Alessandria e patriarca della predicazione di san Marco e di tutta l'Africa.

## Fonti
- (EN) Nota biografica, su copticchurch.net.